# Jean Fréchet
Jean M. J. Fréchet (* 19. August 1944 in Chalon-sur-Saône, Frankreich)  ist ein US-amerikanischer Chemiker und emeritierter Professor für organische Chemie an der University of California, Berkeley.

## Leben und Karriere
Fréchet studierte am Institut de Chimie et Physique Industrielle (heute École supérieure de chimie physique électronique de Lyon) in Lyon (Abschluss als Chemieingenieur 1967) und ging dann in die USA, wo er an der State University of New York (College of Environmental Science and Forestry) und der Syracuse University 1969 seinen Master-Abschluss machte und 1971 bei Conrad Schuerch mit der Arbeit Solid phase synthesis of oligosaccharides in Chemie an der Syracuse University promoviert wurde. Ab 1973 war er Assistant Professor, ab 1978 Associate Professor und ab 1982 Professor für Chemie an der University of Ottawa. 1987 wurde er IBM Professor für Polymerchemie an der Cornell University, an der er 1995 den Peter J. Debye Lehrstuhl erhielt. 1997 wurde er Professor in Berkeley, ab 2003 als Henry Rapoport Professor für Organische Chemie und ab 2005 ebenfalls als Professor für Chemieingenieurwesen. Er ist außerdem Leiter der Abteilung Material-Synthese im Lawrence Berkeley National Laboratory und Direktor der Abteilung Organische und Makromolekulare Chemie in deren Molecular Foundry. Zurzeit (2016) ist er Vizepräsident für Forschung der König-Abdullah-Universität für Wissenschaft und Technologie am Roten Meer in Saudi-Arabien.
1979 und 1983 war er Gastwissenschaftler am IBM-Forschungszentrum in San José und 1980 bis 1989 Berater der Xerox Corporation.
Er ist US-amerikanischer Staatsbürger.

## Werk
Er befasst sich mit organischer Synthese und Polymerchemie mit Anwendung in Nanowissenschaften und Nanotechnologie und speziell Design und Synthese funktionaler Makromoleküle. Insbesondere entwickelte er synthetische Verfahren für Dendrimere. Er entwickelte um 1980 photoresistive Materialien für die Halbleiterfertigung (Lithografie) im Chemically amplified Resist Verfahren, zusammen mit Grant Willson (University of Texas at Austin) und Hiroshi Ito (IBM). Das ermöglichte erst die Chip-Produktion mit Strukturen unterhalb 250 Nanometer. Er veröffentlichte über 800 Aufsätze (2012) und hält über 70 US-Patente. 2011 war er mit einem H-Index von 105 der 16. häufigst zitierte Chemiker weltweit.

## Auszeichnungen und Mitgliedschaften
Frechet ist mehrfacher Ehrendoktor (unter anderem Lyon, Ottawa). Er ist Mitglied der National Academy of Sciences (2000), der American Association for the Advancement of Science (2000), der National Academy of Engineering (2000), der American Academy of Arts and Sciences (2000), der Academia Europaea (2009) und Fellow der American Chemical Society (ACS, 2010). 1986 erhielt er den Arthur K. Doolittle Award, 1996 den ACS Award in Applied Polymer Science, 2000 den ACS Award in Polymer Chemistry, 2007 den Dickson Prize in Science, ebenfalls 2007 den Arthur C. Cope Award der ACS, 2009 den Herman Mark Award, 2010 die Erasmus Medal der Academia Europaea sowie den Grand Prix de la Maison de la Chimie in Paris. 2013 erhielt er den Japan-Preis und 2019 den Internationalen König-Faisal-Preis in Chemie, 2020 den Charles-Stark-Draper-Preis.